# Barbon hérissé
Pour les articles homonymes, voir Barbon (homonymie).
Hyparrhenia hirta
Espèce
Synonymes
- Andropogon hirtus L. (basionyme)
- Andropogon pubescens Vis.
- Cymbopogon hirtus (L.) Thomson
- Heteropogon pubescens Andersson
- Hyparrhenia hirta var. pubescens (Andersson) N.D.Simpson[1]

Classification APG III (2009)
Le barbon hérissé (Hyparrhenia hirta (L.) Stapf) est une espèce de plante herbacée de la famille des poacées, originaire d'Afrique, d'Asie et du Sud de l'Europe.
Autres noms : Andropogon hérissé, barbon velu.

## Description
Feuillage glauque.

## Synonymes
Selon INPN (5 mars 2015)
- Andropogon collinus Lojac., 1909
- Andropogon distachyos var. hirtus (L.) Koeler, 1802
- Andropogon giganteus Ten., 1838 (non Hochst. = Cymbopogon caesius subsp. giganteus (Chiov.) Sales)
- Andropogon hirtus L., 1753
- Andropogon podotrichus Hochst., 1842
- Andropogon pubescens var. breviaristata Sennen, 1932
- Andropogon transvaalensis Stapf, 1900
- Cymbopogon hirtus (L.) Thomson, 1863
- Hyparrhenia hirta f. podotricha (Hochst. ex Schimp.) Maire & Weiler, 1952
- Hyparrhenia hirta subsp. hirta (autonyme)
- Hyparrhenia hirta var. podotricha (Hochst. ex Schimp.) Pic.Serm., 1951
- Hyparrhenia podotricha (Hochst. ex Schimp.) Andersson, 1867
- Sorghum hirtum (L.) Kuntze, 1891
- Sorghum hirtum (L.) Kuntze, 1898
- Trachypogon hirtus (L.) Nees, 1829